# توبمانبورغ

توبمانبورغ هي مدينة تقع في ليبيريا شمال غرب العاصمة مونروفيا كانت مركز رئيسي لتعدين خام الحديد والألماس لكن تلك الصناعة تأثرت بشدة بسبب الحرب الأهلية الليبيرية الأولى.